# Gladbecki túszdráma
A gladbecki túszdráma néven ismert esemény 1988. augusztus 16–18. között történt, amikor két visszaeső bűnöző, Hans-Jürgen Rösner és Dieter Degowski kirabolták a Deutsche Bank egyik fiókját Gladbeckben, az akkori Nyugat-Németországban. A rendőrség kiérkezése után túszul ejtették a bank két alkalmazottját, váltságdíjat és menekülőjárművet követeltek, mellyel később Brémába utaztak. Ott Rösner barátnőjével, Marion Löblichhel együtt eltérítettek egy menetrend szerinti autóbuszt, amelyen harminc utas tartózkodott. A három bűnelkövető 54 óra után, a Bad Honnef melletti rendőrségi akció során került elfogásra. A túszdráma során két túsz és egy bevetésen részt vevő rendőr életét vesztette, és több személy is megsérült. Éles kritika érte mind a rendőrséget, mind az újságírókat, akik szinte folyamatosan tudósítottak az eseményekről, miközben többször is etikátlan magatartást tanúsítottak.

## Az események menete

### 1988. augusztus 16.
Augusztus 16-án, reggel 7:55-kor két férfi, Hans-Jürgen Rösner és Dieter Degowski betört a Deutsche Bank Gladbeck városában lévő bankfiókjába. A bankfiók a betörés idején még nem volt nyitva. Egy véletlen szemtanú észrevette a fegyveres párost, és értesítette a rendőrséget. A két férfi 120 000 nyugatnémet márkát zsákmányolt a bank pénztáraiból.
Amikor el akarták hagyni az épületet, észrevettek egy rendőrautót, ezért visszatértek a bankba, és túszul ejtették a két ott tartózkodó alkalmazottat. A bank elfoglalása során többször is a levegőbe lőttek. Már az események kezdeti szakaszában újságírók és televíziós stábok érkeztek a helyszínre. Az RTL Plus televíziós csatorna egyik munkatársának sikerült telefonon kapcsolatba lépnie a rablókkal, és megtudni követeléseiket: 300 000 márkát készpénzben, bilincset a túszok számára, valamint egy menekülő járművet. Az újságírók ezeket az információkat átadták a rendőrségnek, amely úgy döntött, teljesíti a követeléseket.
A pénzt több műanyag csomagba osztva egy rendőr alsónadrágban helyezte el a bejárat elé, ahonnan azt az egyik túsz, kötéllel megkötözve, átvette. Egy Audi 100-as gépkocsit is odavezényeltek. A páros este 10 óra körül beszállt az autóba a két túszukkal, és elhagyták a bankot. Útközben csatlakozott hozzájuk Rösner barátnője, Marion Löblich is.
A rendőrség nem követte őket, mivel a számukra biztosított jármű lehallgató és nyomkövető eszközzel volt felszerelve. Rösner azonban számított erre, és a járművet idővel több másikra cserélték, amelyeket útközben loptak el. Egy autó ellopásának sikertelen kísérlete során Degowski rálőtt egy étterem ablakára. Az utolsóként szerzett jármű szintén rendőrségi csapda volt, és nyomkövető eszközt tartalmazott.
Az elkövetők megálltak egy benzinkútnál, ahol Rösner lefegyverezett egy ott tartózkodó rendőrt. Ezt követően élelmiszert, alkoholt és altatót vásároltak. Ezután elhagyták Gladbecket, észak felé folytatva útjukat Münster és Osnabrück városain keresztül.

### 1988. augusztus 17.
Az elrabolt autóban ülő túszejtők és túszaik reggel Brémába érkeztek, ahol megálltak reggelizni. Később Rösner és Löblich az autóban hagyták Degowskit, és elindultak a városba ruhát vásárolni. Beépített rendőröknek mindkét esetben sikerült közvetlen közelükbe férkőzniük, de beavatkozás nem történt.
Késő délután az autóban ülők észrevettek egy rendőrautót, amely követte őket, ezért a brémai Huckelriede városrészben úgy döntöttek, eltérítik az 53-as számú menetrend szerinti autóbuszt, amelyen 30 utas tartózkodott.
Az újságírók, akik már korábban is követték őket, itt kapcsolatba tudtak lépni az elkövetőkkel. A túszejtők engedélyezték számukra, hogy fotókat készítsenek az autóbusz belsejében, Rösner pedig interjút is adott, amelyben kijelentette, hogy meg fognak ölni túszokat, ha a rendőrség nem úgy tárgyal velük, ahogy ők szeretnék. Azt is közölte, hogy nem hajlandók megadni magukat, inkább meghalnak.
A sajtón keresztül adták át a rendőrségnek követeléseiket: egy BMW 735i típusú autót, valamint egy megbilincselt rendőrt, akit egy túszra akartak cserélni. A brémai rendőrség ezt az igényt elutasította.
Néhány újságíró felajánlotta, hogy túszként a busz utasai helyett ők maradnának, de az elkövetők ezt nem fogadták el. A rendőrség kizárólag az újságírókon keresztül tartotta a kapcsolatot az emberrablókkal, mivel a számukra létrehozott telefonvonal nem működött.
Rösner egyre türelmetlenebbé vált. Bár ő maga kérte egy menekülőautó odavezénylését, később azt mondta, hogy nem fogadja el, mert nem bízik a rendőrségben. Egy ponton rá is lőtt az autóbusszal szemben lévő házra, azt állítva, hogy ott álcázott rendőrök rejtőznek.
Miután öt idősebb utast szabadon engedtek, az emberrablók az autóbusz sofőrjének utasítást adtak, hogy induljon el az autópálya felé.
Mindössze néhány kilométerrel Bréma után az autóbusz megállt a Grundbergsee nevű autópálya-pihenőhelyen. Itt szabadon engedték a bank két alkalmazottját. A szemtanúk beszámolói szerint a túszejtők az elfogyasztott alkohol, gyógyszerek és az alváshiány miatt zavarodottan, kaotikusan viselkedtek.
Nem sokkal este 11 óra előtt Löblich elindult a benzinkút mosdójába, ahol két rendőr feltartóztatta, megbilincselték, majd beszállították egy rendőrautóba, és elszállították a pihenőhely túloldalára.
Amikor a megmaradt túszejtők tudomást szereztek Löblich letartóztatásáról, azzal fenyegetőztek, hogy 5 percenként megölnek egy túszt, amíg vissza nem hozzák. A rendőrök visszarendelték az autót Löblichhel, de a bilincs levételekor a kulcs eltört, így a határidőt nem tudták betartani.
Este 23:11-kor, nem sokkal Löblich visszatérése előtt, Degowski fejbe lőtt egy 15 éves olasz fiút, Emanuele De Giorgit. A jelenlévő újságírók kihozták a fiút a buszból, és a benzinkút hátsó részébe vitték, ahol megpróbáltak elsősegélyt nyújtani neki. A helyszínen nem tartózkodott mentőautó, azt a benzinkútról hívták ki telefonon. Azonban a lezárt bevezető utak miatt a mentő késve érkezett. A fiút kórházba szállították, de nem élte túl a sérülést. A buszban ott maradt a fiú 9 éves húga is. A tragédia után az autóbusz ismét elindult, és a holland határ felé vette az irányt az autópályán.
Miközben információkat gyűjtöttek a túszejtéssel kapcsolatban, egy rendőrautó 23:15-kor egy teherautónak ütközött. A balesetben Ingo Hagen rendőr életét vesztette.

### 1988. augusztus 18.
A holland hatóságokat előzetesen értesítették a közeledő autóbuszról, és meg is tették a szükséges előkészületeket. Az autóbusz augusztus 18-án hajnali 2:30-kor lépte át a határt, és megérkezett az Oldenzaal nevű határ menti településre. A túszejtők itt kapcsolatba léptek a holland rendőrséggel, és ismertették követeléseiket. A holland rendőrség azonban addig megtagadta a tárgyalásokat, amíg a túszok között kisgyermekek is voltak.
Néhány órával később három gyermeket és két nőt szabadon engedtek. Ezután az elkövetők ismételten kértek egy BMW 735i típusú autót és az összes rendőr visszavonulását. A kért ezüstszínű BMW körülbelül egy órával később megérkezett. A túszejtők ragaszkodtak hozzá, hogy két túszt is magukkal vigyenek: Ines Voitle-t és Silke Bischoffot, akinek fényképe a válság szimbólumává vált. Ő volt az egyik olyan túsz, akivel az újságírók interjút is készítettek.
A tárgyak BMW-be pakolása közben véletlen lövés dördült Rösner fegyveréből, amely során a buszsofőr és Löblich is megsérült. Miután beszálltak a BMW-be, a túszejtők visszaindultak Németország felé az autópályán, rendőri és újságírói konvoj kíséretében.
A rendőrök tudták, hogy Löblich lőtt sebet kapott, és arra számítottak, hogy a válság hamarosan véget ér, ezért nem adtak parancsot a beavatkozásra. A túszejtők útközben megálltak Wuppertalban egy gyógyszertáránál, de nem próbálták meg Löblich kórházi ellátását kérni.
Délelőtt 11:30-kor megérkeztek Kölnbe, ahol mivel nem ismerték a várost, véletlenül a belvárosi sétálóutcára hajtottak be. A lakosság már a médián keresztül értesült a történtekről, így nem sokkal az érkezésük után tömeg gyűlt a jármű köré.
Az újságírók ismét interjút készítettek az elkövetőkkel, segítettek nekik behangolni az autórádiót, sőt kávét és süteményt is vásároltak számukra. Újra megszólaltatták Silke Bischoffot, aki elmondta, hogy nagyon fél.
Az egyik fotós felszólította Degowskit, hogy nyomja a fegyvert Bischoff nyakához, hogy jobb képet készíthessen. A járműhöz egy civil ruhás rendőr is odament, és megpróbált tárgyalni, de Rösner visszautasította, és felszólította a tömeget, hogy álljanak félre, hogy el tudjanak hajtani. Udo Röbel újságíró beszállt az autóba, hogy segítsen navigálni a városban - később élesen bírálták ezért a tettéért. Végül Rösner fegyverrel célzott a tömegre, és kikényszerítette, hogy elengedjék őket a sétálóutcán keresztül.
Röbel röviddel az A3-as autópályára hajtás után kiszállt az autóból. Itt is újságírók és rendőrök konvoja követte a túszejtők járművét. A BMW-ben ismét lehallgató berendezés, valamint távirányítós indításgátló volt elhelyezve, ám a rendőrség nem rendelkezett annak távvezérlőjével az üldözés során.
Ezért úgy döntöttek, hogy egy páncélozott járművel való ütközéssel állítják meg az autót. A sajtó járműveit eltorlaszolták, hogy ne akadályozzák a beavatkozást. Bad Honnef városához közel Rösner megállt az út szélén, és közölte a két női tússzal, hogy hamarosan szabadon engedik őket. A lehallgató berendezés hatósugara nem volt elegendő, így a rendőrség nem hallotta meg ezt az információt.
A rendőrség kihasználta, hogy a BMW megállt, és 11:40-kor megindították a támadást. Az ütközés hatására az emberrablók járművének bal oldala a bevetési egység autója felé fordult - ezen az oldalon ült Silke Bischoff. Ines Voitle ki tudott ugrani a másik oldalon, és biztonságos helyre menekült.
A rendőrök füstgránátokat vetettek be, majd tüzet nyitottak, amit az elkövetők viszonoztak. Minden túszejtőt meglőttek és letartóztattak. A járműben megtalálták Silke Bischoff holttestét. A hivatalos nyomozás szerint Rösner megpróbálta lenyomni őt a padlóra, amikor véletlenül elsült a fegyvere, és szíven lőtte a lányt. Rösner ezt tagadta, és a rendőrséget vádolta Bischoff halálával.

## Az eset utóélete

#### Kritika a média irányába
A gladbecki túszdráma volt az első olyan esemény Németországban, amelyet a lakosság élő közvetítésben követhetett. Az eseményeket követő újságírók komoly kritikát kaptak a közvéleménytől és a szakmától egyaránt.
Michael Konken, a Német Újságíró Szövetség akkori elnöke a második világháború óta a német újságírás legsötétebb órájának nevezte a történteket. Udo Röbelt - aki beült a túszejtők autójába - a média az emberrablók cinkosának titulálta. Ennek ellenére 1998-ban a Bild bulvárlap főszerkesztője lett. A történtek hatására a Német Újságíró Szövetség megtiltotta bűncselekmény elkövetése közben interjú készítését az elkövetőkkel.

#### Kritika a rendőrség irányába
A drámai beavatkozás után a rendőrök lefoglalták a helyszínen tartózkodó tanúk felvételeit, mondván: meg akarták védeni a rendőrségi taktika titkait. Löblich letartóztatását Grundbergseenél azzal magyarázta a két rendőr, hogy a nő megtámadta őket, ezért parancs nélkül is jogosnak ítélték az őrizetbe vételt. A két halott túsz családja pert indított a rendőrség ellen.
A düsseldorfi ügyészség három olyan időszakot is azonosított, amikor az elkövetők kockázat nélkül ártalmatlaníthatók lettek volna.
Herbert Schnoor, Észak-Rajna-Vesztfália tartomány belügyminisztere védelmébe vette a rendőrség tétlenségét, mondván: jogos meggyőződés volt, hogy a túszokat sértetlenül elengedik. Bréma tartomány belügyminisztere elismerte, hogy hiba volt nem biztosítani mentőt a rendőri egység számára. Mindkét belügyminiszter lemondott.

#### Büntetések
1991-ben az esseni regionális bíróság Hans-Jürgen Rösnert és Dieter Degowskit életfogytiglani börtönbüntetésre ítélte. Marion Löblich 9 évet kapott, de jó magaviselet miatt 6 év után szabadult. Degowski 2018-ban, 30 év után feltételesen szabadult, és új személyazonosságot kapott. Rösner feltételes szabadlábra helyezési kérelmét többször elutasították, jelenleg is börtönben ül.

#### Filmes feldolgozások
2018-ban készült el az "54 óra" című kétrészes tévés minisorozat, amely hűen rekonstruálja az eseményeket.
2022-ben a Netflix készített egy dokumentumfilmet "A gladbecki túszdráma" címmel, amely teljes egészében korabeli felvételekből áll.